# Spirit – Der wilde Mustang
Spirit – Der wilde Mustang ist ein im Jahr 2002 veröffentlichter Zeichentrickfilm von Kelly Asbury und Lorna Cook. Produziert wurde Spirit – Der wilde Mustang von Jeffrey Katzenberg, der schon mit Shrek – Der tollkühne Held 2001 großen Erfolg gehabt hatte. Wie auch bei Der König der Löwen wurde hier traditionelle 2D-Handzeichnung mit der CGI-Computeranimationstechnik verbunden. 2003 wurde er für den Oscar als bester Animationsfilm nominiert. Auf dem Film basiert die von 2017 bis 2019 produzierte Animationsserie Spirit: wild und frei.
Das Besondere des Films ist, dass die Tiere, anders als in vielen DreamWorks-Produktionen, nicht sprechen. Beinahe die gesamte Kommunikation läuft über die Mimik und die Tiergeräusche ab. Nur vereinzelt hört man die Gedanken von Spirit, die im Original von Matt Damon gesprochen werden. Die Gefühle von Spirit sollen mittels der Lieder von Bryan Adams (Originalversion) bzw. Hartmut Engler von Pur (deutsche Version) vermittelt werden.

## Handlung
Der Film spielt im Amerikanischen Westen des 19. Jahrhunderts und erzählt die Geschichte des jungen Mustangs Spirit. Dieser wächst an der Seite seiner Mutter Esperanza und im Schutze seiner Herde in der Nähe des Cimarron-Flusses (spanisch für Mustang) auf. Als erwachsener Hengst übernimmt er, wie bereits sein Vater zuvor, die Rolle des Leithengstes und führt somit die Gruppe an. Er ist ein mutiger und tapferer Anführer, fällt jedoch auch durch sein schelmisches und neugieriges Verhalten auf. Eines Tages wird ihm seine Neugierde zum Verhängnis, als er auf Menschen trifft und von diesen nach einer turbulenten Verfolgungsjagd eingefangen wird. Sie bringen ihn in ein Fort, wo er auf den Colonel trifft und gezähmt werden soll. Allerdings schlagen alle Versuche fehl, das stolze Tier zu bändigen.
Zu dieser Zeit befindet sich die Army mitten in den Indianerkriegen und bald nach Spirits Ankunft wird ein junger Lakota von den Soldaten in das Fort gebracht. Little Creek (so der Name des Indianers) wird ebenfalls gefangen gehalten und schafft es bald, die Aufmerksamkeit des Hengstes auf sich zu lenken. Am nächsten Tag soll der geschwächte Spirit vom Colonel höchstpersönlich zugeritten werden, der demonstrieren möchte, dass jedes Pferd gebändigt werden kann. Nach anfänglichem Erfolg des Colonels gewinnt Spirit seinen Lebensmut zurück und gemeinsam mit Little Creek gelingt ihm die Flucht aus dem Fort. Die Freude des Mustangs währt nur kurz, denn bald treffen die Entkommenen auf Little Creeks Stute Rain und andere Indianer, die den Hengst wieder einfangen.
Little Creek möchte den schönen Hengst unbedingt reiten und versucht, ihn mit seinen eigenen Methoden zu bändigen. Jedoch scheitert auch er und schließlich bindet er Spirit und Rain mit einem Seil zusammen, damit die Stute dem wilden Hengst Manieren beibringen kann. Rain zeigt dem übermütigen Spirit ihre Welt und bald verliebt er sich in die kecke, gescheckte Stute. Die Sehnsucht nach Freiheit und seiner Herde werden dadurch aber nicht gemindert.
Spirit und Little Creek werden zwar schließlich Freunde, aber der Indianer sieht ein, dass der Hengst nie gezähmt werden kann und beschließt, ihn freizulassen. Spirit möchte Rain bitten mit ihm zu kommen, doch plötzlich wird das Dorf der Lakota vom Colonel und seinen Soldaten angegriffen. Bei dem Angriff wird Rain vom Colonel angeschossen und fällt in einen reißenden Fluss. Spirit schafft es, Little Creek das Leben zu retten, dann jagt er hinter Rain her und die beiden Pferde stürzen einen Wasserfall hinunter. Spirit findet die schwerverletzte Stute am Flussufer und bleibt bei ihr, bis Soldaten auftauchen und den Hengst fortbringen. Kurz darauf erscheint Little Creek und schwört, den Mustang, der sein Leben gerettet hat, zu befreien.
Spirit wird mit anderen Pferden in Eisenbahnwaggons verladen und weiß nicht, wohin er gebracht wird. Er hat seinen Mut fast verloren, als ihm der Gedanke an seine Mutter und seine Herde neue Kraft verleiht. Am Zielort angekommen, wird er mit anderen Pferden vor eine Dampflokomotive gespannt, die über einen Berg gezogen werden soll und zum Ausbau der Bahnstrecke benötigt wird. Als Spirit bemerkt, dass sich die Menschen auf seine Heimat zubewegen, täuscht er eine Erschöpfung vor und schafft es dadurch, sich loszureißen. Er kann die Ketten, durch die die Pferde mit der Lokomotive verbunden sind, durchtrennen. Diese kommen dadurch frei und die Dampflok stürzt ins Tal, kollidiert mit einer anderen Lokomotive und verursacht eine Explosion. Auf der Flucht vor dem Feuer verfängt sich Spirit an einem Baumstamm und kann im letzten Moment von dem plötzlich auftauchendem Little Creek befreit werden.
Little Creek und Spirit erleben ein freudiges Wiedersehen, das jedoch am nächsten Morgen ein abruptes Ende findet. Der Colonel und einige Soldaten finden die beiden und wieder müssen sie fliehen. Es kommt zu einer tollkühnen Verfolgungsjagd, die zum Grand Canyon führt und die Little Creek und Spirit schließlich für sich entscheiden können, als sie durch einen gewaltigen Sprung über eine breite Schlucht ihre Verfolger abhängen können. Der Colonel ist vom Mut der beiden dermaßen beeindruckt, dass er die Jagd nach ihnen einstellt.
Spirit und Little Creek kehren in das Indianerdorf zurück und der Mustang kann seinen Augen kaum trauen, als er dort auf Rain trifft. Schweren Herzens verabschiedet sich Little Creek von den beiden Pferden, die alsbald zusammen die lange Reise in Spirits Heimat antreten. Dort angekommen werden sie freudig von der Herde empfangen und Spirit nimmt wieder seine Aufgabe als Leithengst wahr, mit Rain an seiner Seite.

## Charaktere
Bedeutung der Namen in Klammern
Spirit (Geist, Seele)Anführer der Herde von Cimarron. Er ist ein Mustang mit der Farbe Bay Dun  und vier schwarz „gestiefelten“ Beinen. Ein wilder, starker, eigenwilliger und neugieriger junger Hengst. Im Laufe des Films wird er von seiner Herde getrennt und tut alles was nötig ist, um seine Freiheit wiederzuerlangen.
Rain (Regen)Stute des Indianerjungen Little Creek. Sie ist ein Schecke und hat einen Ramskopf. Die Stute ist klug, etwas stur und vertraut ihrem Besitzer voll und ganz. Am Ende des Films kehrt sie mit Spirit zu seiner Herde zurück.
Little Creek (Kleiner Bach)Lakotajunge und Besitzer von Rain. Ein abenteuerlustiger, mutiger, junger Mann. Er lebt in einem Indianerdorf und lernt Spirit während deren Gefangenschaft kennen. Der Indianer kann sehr gut mit Pferden umgehen, hat eine tiefe Verbindung zu Rain und schafft es sogar Spirits Vertrauen zu gewinnen und als einziger Mensch auf ihm zu reiten.
Colonel (Oberst)Diensthoher Soldat und Hauptgegner von Spirit. Er ist ein großer, schlanker Mann und ein mächtiger Soldat, von Spirit wird er treffend Schlange genannt. Er will den Mustang zähmen, um ihn als Armeepferd einzusetzen, doch er scheitert.
Esperanza (Hoffnung)Mutter von Spirit und Leitstute der Herde von Cimarron. Sie ist eine Palominostute mit einer weißen Blesse, die von der Stirn bis über das Maul reicht. Die Stute ist fürsorglich und sanft.

## Rezeption

### Kritiken
„Formal wie inhaltlich oberflächliches Zeichentrick-Pferdeabenteuer, das auf die Tierliebe eines jungen Publikums baut und dabei die naive Geschichte als pathetische, mitunter schwer erträgliche Werbung für Heldentum und amerikanische Werte verbrämt.“

„Eine herzergreifende Story und atemberaubende Bilder.“

### Auszeichnungen
2002 erhielt der Film den Environmental Media Award in der Kategorie Spielfilm. 2003 wurde er für den Oscar als Bester animierter Spielfilm nominiert, konnte sich jedoch nicht gegen Hayao Miyazakis Chihiros Reise ins Zauberland durchsetzen.

## Soundtrack
Der in der englischen Originalfassung weltweit erfolgreiche Soundtrack zum Film kommt von Hans Zimmer. Gesungen werden die Lieder von Bryan Adams. Dies hört man auch, da der Soundtrack, abgesehen vom beinhalteten Score, für viele wie ein typisches Adams-Studioalbum klingt. In der deutschen Fassung wurden die Lieder von Hartmut Engler gesungen.

## Veröffentlichung
Spirit – Der wilde Mustang war in der deutschen Fassung erstmals ab dem 5. Dezember 2002, sowohl auf VHS-Kassette als auch auf DVD erhältlich. Später gab es eine Neuauflage auf DVD, und seit 2015 ist eine Blu-ray erhältlich.